# Семашко, Нина
Нина Семашко (англ. Nina Siemaszko, род. 14 июля 1970) — американская актриса.

## Биография
Антонина Ядвига Семашко родилась в Чикаго. Её отец Константин был поляком (подпольщиком, пережившим концлагерь Заксенхаузен), а мать Коллетт Макаллистер — англичанкой. Помимо неё в семье ещё было два сына: Кэйси Семашко, который также стал актёром, и Корки Семашко, ставший репортёром в «New York Daily News».
Актёрский дебют Нины состоялся в 1986 году в фильме «Ещё одна субботняя ночь», но наибольшей популярности впоследствии она добилась как телевизионная актриса. Она появилась в качестве гостьи в телесериалах «Надежда Чикаго», «Западное крыло», «C.S.I.: Место преступления», «Детектив Раш», «Бумажный детектив» и некоторых других. Наиболее заметные её кинороли были в фильмах «Водительские права» (1988), «Двадцать баксов» (1993), «Американский президент» (1995) и «Призраки Молли Хартли» (2008).
В 1992 году Нина Семашко сыграла Мак-Класки в фильме «Бешеные псы», но сцены с её участием были вырезаны из фильма. Удалённые сцены можно найти на DVD.
Снялась в двух фильмах Залмана Кинга — «Дикая орхидея 2: Два оттенка грусти» (1991) и «Дневники «Красной туфельки» 3» (1993).
В 2009 году озвучила нескольких персонажей игры «Jak and Daxter: The Lost Frontier».

## Избранная фильмография
| Год       |    | Русское название                    | Оригинальное название              | Роль                          |
| --------- | -- | ----------------------------------- | ---------------------------------- | ----------------------------- |
| 1988      | ф  | Водительские права                  | License to Drive                   | Натали Андерсон               |
| 1988      | ф  | Такер: Человек и его мечта          | Tucker: The Man and His Dream      | Мэрилин Ли                    |
| 1989      | с  | Одинокий голубь                     | Lonesome Dove                      | Дженни                        |
| 1989      | ф  | Заблудшие ангелы                    | Lost Angels                        | Мэрили                        |
| 1991      | ф  | Комната с завтраком                 | Bed & Breakfast                    | Кэсси                         |
| 1991      | ф  | Дикая орхидея 2: Два оттенка грусти | Wild Orchid II: Two Shades of Blue | Блю МакДональд                |
| 1992      | с  | Дневники Красной Туфельки           | Red Shoe Diaries                   | Труди                         |
| 1993      | ф  | Святой из Форт-Вашингтона           | The Saint of Fort Washington       | Тамсен                        |
| 1993      | ф  | Двадцать баксов                     | Twenty Bucks                       | кассир в банке                |
| 1994      | ф  | Путаница                            | Floundering                        | Гэл                           |
| 1994      | ф  | Пустоголовые                        | Airheads                           | Сьюззи                        |
| 1995      | ф  | Американский президент              | The American President             | Бэтт Уэйд                     |
| 1995      | ф  | Адвокат как доверенное лицо         | Power of Attorney                  | Мария                         |
| 1996      | ф  | Наедине с убийцей                   | Kiss & Tell                        | Шэлли                         |
| 1997      | ф  | Короли самоубийства                 | Suicide Kings                      | Дженнифер                     |
| 1997      | тф | Автомобиль беглец                   | Runaway Car                        | Дженни Тодд                   |
| 1999      | ф  | Якоб-лжец                           | Jakob the Liar                     | Роза Франкфуртер              |
| 2001—2006 | с  | Западное крыло                      | The West Wing                      | Элеонора Эмили «Элли» Бартлет |
| 2007      | с  | Частная прaктика                    | Private Practice                   | Кэтлин                        |
| 2008      | ф  | Призраки Молли Хартли               | The Haunting of Molly Hartley      | доктор Амелия Эмерсон         |
| 2011      | ф  | Артист                              | The Artist                         | женщина адмирала              |
| 2013      | ф  | Элитное общество                    | The Bling Ring                     | женщина-детектив в Лас-Вегасе |
| 2017      | с  | Американское преступление           | American Crime                     | Лора                          |